# Solanum anomalum
Solanum anomalum är en potatisväxtart som beskrevs av Peter Thonning. Solanum anomalum ingår i släktet skattor som ingår i familjen potatisväxter. Inga underarter finns listade i Catalogue of Life.